# Agaleptoides
Agaleptoides is een kevergeslacht uit de familie van de boktorren (Cerambycidae). De wetenschappelijke naam van het geslacht werd voor het eerst geldig gepubliceerd in 1956 door Lepesme.

## Soorten
Agaleptoides is monotypisch en omvat slechts de volgende soort:
- Agaleptoides mangenoti Lepesme, 1956